# Ceratomia igualana
Espèce
Ceratomia igualana, est une espèce insectes lépidoptères (papillons) de la famille des Sphingidae, de la sous-famille des Sphinginae et de la tribu des Sphingini.  

## Description
L' envergure est de 51–56 mm pour les mâles et d'environ 65 mm pour les femelles.

## Répartition et habitat
Répartition
L'espèce est connue au Mexique, au Costa Rica.

## Biologie
Seul un petit nombre a été capturé et la biologie de cette espèce est mal connue.

## Systématique
- L'espèce a été décrite par l'entomologiste américain William Schaus en 1932, sous le nom initial de Dolbogene igualana.

### Synonymie
- Dolbogene igualana Schaus, 1932 protonyme